# Ismael Urzaiz
Ismael Urzaiz Aranda (* 7. Oktober 1971 in Tudela, Navarra) ist ein ehemaliger spanischer Fußballspieler. Der zuletzt bei Ajax Amsterdam beschäftigte Stürmer zählte mit über 400 Ligaspielen und mehr als 120 Toren zu den erfolgreichsten aktiven Fußballspielern der spanischen Primera División.

## Karriere
Der 1,88 m große Stürmer begann seine Laufbahn in der Jugend von Real Madrid. Beim spanischen Rekordmeister schaffte er es bis in die Zweitmannschaft Real Madrid Castilla und zu zwei Einsätzen im A-Kader (Saison 1990/91). Nach mehreren Leihgeschäften und zahlreichen Stationen wechselte er schließlich 1996 zu Athletic Bilbao, wo der Baske zum Publikumsliebling und zur Stürmerlegende aufstieg. Zu seinen besonderen Stärken zählen seine Kaltschnäuzigkeit und das exzellente Kopfballspiel. Nachdem der mittlerweile 36-jährige Urzaiz in den vergangenen Saisons seinen Stammplatz schon verloren zu haben schien, spielte und schoss er sich in der Runde 2006/07 vor allem auf Grund seiner Doppelpacks gegen Recreativo Huelva und Real Mallorca zurück in die erste Elf und führte das Team bereits mehrfach als Kapitän aufs Feld.
Im Sommer 2007 verpflichtete Ajax Amsterdam den spanischen Fußballspieler. Er sollte als zweite Spitze hinter Klaas-Jan Huntelaar agieren. Zum Ende der Saison 2007/08 beendete Urzaiz seine Karriere endgültig.

## Nationalmannschaft
Sein Debüt in der spanischen Nationalmannschaft feierte Urzáiz am 9. Oktober 1996 gegen die Tschechische Republik. Er brachte es auf insgesamt 25 Einsätze und acht Tore (darunter ein Hattrick gegen Zypern am 8. September 1999).
| Personendaten    | Personendaten             |
| ---------------- | ------------------------- |
| NAME             | Urzaiz, Ismael            |
| ALTERNATIVNAMEN  | Urzaiz Aranda, Ismael     |
| KURZBESCHREIBUNG | spanischer Fußballspieler |
| GEBURTSDATUM     | 7. Oktober 1971           |
| GEBURTSORT       | Tudela                    |